# NGC 673
NGC 673 је спирална галаксија у сазвежђу Ован која се налази на NGC листи објеката дубоког неба.
Деклинација објекта је + 11° 31' 17" а ректасцензија 1h 48m 22,4s. Привидна величина (магнитуда) објекта NGC 673 износи 12,5 а фотографска магнитуда 13,2. Налази се на удаљености од 73,179 милиона парсека од Сунца. NGC 673 је још познат и под ознакама UGC 1259, MCG 2-5-33, CGCG 437-30, IRAS 01457+1116, PGC 6624.